# Ulm Hauptbahnhof
Ulm Hauptbahnhof vasútállomás Németországban, Ulm városában.

## Vasútvonalak
Az állomást az alábbi vasútvonalak érintik:
- Stuttgart-Ulm-vasútvonal (km 94,0)
- Ulm–Augsburg-vasútvonal (km 85,8)
- Ulm–Friedrichshafen-vasútvonal (km 94,0)
- Ulm–Donaueschingen-vasútvonal (km 0,0)
- Aalen–Ulm-vasútvonal (km 72,5)

## Kapcsolódó állomások
A vasútállomáshoz az alábbi állomások vannak a legközelebb:
- Stuttgart Hauptbahnhof
- Augsburg Hauptbahnhof (Ulm–Augsburg-vasútvonal)
- Bahnhof Göppingen (Filstalbahn)
- München-Pasing
- Bahnhof Neu-Ulm (Augsburg Hauptbahnhof, Ulm–Augsburg-vasútvonal)
- Ulm Ost (Aalen–Ulm-vasútvonal)
- Ulm-Donautal (Südbahn)
- Beimerstetten railway station (Filstalbahn)
- Ulm-Söflingen station (Ulm–Sigmaringen-vasútvonal)
- Merklingen – Schwäbische Alb railway station (Wendlingen–Ulm nagysebességű vasútvonal)
- Merklingen – Schwäbische Alb railway station (Wendlingen (Neckar), RE 200)

## Forgalom

### Távolsági
| Linie    | Strecke | Strecke | Strecke | Strecke | Taktfrequenz   |
| -------- | --- | --- | --- | --- | -------------- |
| ICE 11   | Berlin Gesundbrunnen – Berlin Hbf (tief) – Leipzig – Erfurt – Fulda – Frankfurt (Main) Hbf – Mannheim – Stuttgart – Ulm – Augsburg – München                                          | Berlin Gesundbrunnen – Berlin Hbf (tief) – Leipzig – Erfurt – Fulda – Frankfurt (Main) Hbf – Mannheim – Stuttgart – Ulm – Augsburg – München                                          | Berlin Gesundbrunnen – Berlin Hbf (tief) – Leipzig – Erfurt – Fulda – Frankfurt (Main) Hbf – Mannheim – Stuttgart – Ulm – Augsburg – München                                          | Berlin Gesundbrunnen – Berlin Hbf (tief) – Leipzig – Erfurt – Fulda – Frankfurt (Main) Hbf – Mannheim – Stuttgart – Ulm – Augsburg – München                                          | kétóránként    |
| ICE 11   | Wiesbaden – Mainz – Mannheim – Stuttgart – Ulm – Augsburg – München | Wiesbaden – Mainz – Mannheim – Stuttgart – Ulm – Augsburg – München | Wiesbaden – Mainz – Mannheim – Stuttgart – Ulm – Augsburg – München | Wiesbaden – Mainz – Mannheim – Stuttgart – Ulm – Augsburg – München | egyetlen vonat |
| ICE 42   | (Kiel/Hamburg-Altona – Hamburg – Bremen – Münster –) Dortmund – Bochum – Essen – Duisburg – Düsseldorf – Köln – Frankfurt Flughafen – Mannheim – Stuttgart – Ulm – Augsburg – München | (Kiel/Hamburg-Altona – Hamburg – Bremen – Münster –) Dortmund – Bochum – Essen – Duisburg – Düsseldorf – Köln – Frankfurt Flughafen – Mannheim – Stuttgart – Ulm – Augsburg – München | (Kiel/Hamburg-Altona – Hamburg – Bremen – Münster –) Dortmund – Bochum – Essen – Duisburg – Düsseldorf – Köln – Frankfurt Flughafen – Mannheim – Stuttgart – Ulm – Augsburg – München | (Kiel/Hamburg-Altona – Hamburg – Bremen – Münster –) Dortmund – Bochum – Essen – Duisburg – Düsseldorf – Köln – Frankfurt Flughafen – Mannheim – Stuttgart – Ulm – Augsburg – München | kétóránként    |
| ICE 47   | Dortmund – Bochum – Essen – Duisburg – Düsseldorf – Köln Messe/Deutz – Frankfurt Flughafen – Mannheim – Stuttgart – Ulm – Augsburg – München                                          | Dortmund – Bochum – Essen – Duisburg – Düsseldorf – Köln Messe/Deutz – Frankfurt Flughafen – Mannheim – Stuttgart – Ulm – Augsburg – München                                          | Dortmund – Bochum – Essen – Duisburg – Düsseldorf – Köln Messe/Deutz – Frankfurt Flughafen – Mannheim – Stuttgart – Ulm – Augsburg – München                                          | Dortmund – Bochum – Essen – Duisburg – Düsseldorf – Köln Messe/Deutz – Frankfurt Flughafen – Mannheim – Stuttgart – Ulm – Augsburg – München                                          | kétóránként    |
| ICE 60   | Karlsruhe – Bruchsal – Stuttgart – Ulm – Augsburg – München | Karlsruhe – Bruchsal – Stuttgart – Ulm – Augsburg – München | Karlsruhe – Bruchsal – Stuttgart – Ulm – Augsburg – München | Karlsruhe – Bruchsal – Stuttgart – Ulm – Augsburg – München | kétóránként    |
| TGV 83   | München – Augsburg – Ulm – Stuttgart – Karlsruhe – Strasbourg – Paris Est | München – Augsburg – Ulm – Stuttgart – Karlsruhe – Strasbourg – Paris Est | München – Augsburg – Ulm – Stuttgart – Karlsruhe – Strasbourg – Paris Est | München – Augsburg – Ulm – Stuttgart – Karlsruhe – Strasbourg – Paris Est | egy vonatpár   |
| RJX 32   | Flughafen Wien – Wien Hbf – Linz – Salzburg – Innsbruck – Lindau – Friedrichshafen – Ulm – Stuttgart – Heidelberg – Darmstadt – Frankfurt Hbf                                         | Flughafen Wien – Wien Hbf – Linz – Salzburg – Innsbruck – Lindau – Friedrichshafen – Ulm – Stuttgart – Heidelberg – Darmstadt – Frankfurt Hbf                                         | Flughafen Wien – Wien Hbf – Linz – Salzburg – Innsbruck – Lindau – Friedrichshafen – Ulm – Stuttgart – Heidelberg – Darmstadt – Frankfurt Hbf                                         | Flughafen Wien – Wien Hbf – Linz – Salzburg – Innsbruck – Lindau – Friedrichshafen – Ulm – Stuttgart – Heidelberg – Darmstadt – Frankfurt Hbf                                         | egy vonatpár   |
| EC/IC 32 | Münster/Dortmund – Essen – Duisburg – Düsseldorf – Köln – Bonn – Koblenz – Mainz – Mannheim – Heidelberg – Stuttgart – Ulm –                                                          | Münster/Dortmund – Essen – Duisburg – Düsseldorf – Köln – Bonn – Koblenz – Mainz – Mannheim – Heidelberg – Stuttgart – Ulm –                                                          | Münster/Dortmund – Essen – Duisburg – Düsseldorf – Köln – Bonn – Koblenz – Mainz – Mannheim – Heidelberg – Stuttgart – Ulm –                                                          | Augsburg – München – Salzburg – Klagenfurt | egy vonatpár   |
| EC/IC 32 | Münster/Dortmund – Essen – Duisburg – Düsseldorf – Köln – Bonn – Koblenz – Mainz – Mannheim – Heidelberg – Stuttgart – Ulm –                                                          | Münster/Dortmund – Essen – Duisburg – Düsseldorf – Köln – Bonn – Koblenz – Mainz – Mannheim – Heidelberg – Stuttgart – Ulm –                                                          | Münster/Dortmund – Essen – Duisburg – Düsseldorf – Köln – Bonn – Koblenz – Mainz – Mannheim – Heidelberg – Stuttgart – Ulm –                                                          | Friedrichshafen – Lindau – Innsbruck | egy vonatpár   |
| EC/IC 32 | Münster/Dortmund – Essen – Duisburg – Düsseldorf – Köln – Bonn – Koblenz – Mainz – Mannheim – Heidelberg – Stuttgart – Ulm –                                                          | Münster/Dortmund – Essen – Duisburg – Düsseldorf – Köln – Bonn – Koblenz – Mainz – Mannheim – Heidelberg – Stuttgart – Ulm –                                                          | Münster/Dortmund – Essen – Duisburg – Düsseldorf – Köln – Bonn – Koblenz – Mainz – Mannheim – Heidelberg – Stuttgart – Ulm –                                                          | Memmingen – Kempten – Oberstdorf | egy vonatpár   |
| IC 60    | (Basel Bad Bf –) Karlsruhe – Stuttgart – Ulm – Augsburg – München (– Salzburg) | (Basel Bad Bf –) Karlsruhe – Stuttgart – Ulm – Augsburg – München (– Salzburg) | (Basel Bad Bf –) Karlsruhe – Stuttgart – Ulm – Augsburg – München (– Salzburg) | (Basel Bad Bf –) Karlsruhe – Stuttgart – Ulm – Augsburg – München (– Salzburg) | kétóránként    |
| EC 62    | (Erfurt –) Frankfurt Hbf – Heidelberg – | (Erfurt –) Frankfurt Hbf – Heidelberg – | Stuttgart – Ulm – Augsburg – München – Salzburg (– Klagenfurt / Graz / Linz) | Stuttgart – Ulm – Augsburg – München – Salzburg (– Klagenfurt / Graz / Linz) | négy vonatpár  |
| EC 62    | Saarbrücken – Mannheim – | | Stuttgart – Ulm – Augsburg – München – Salzburg (– Klagenfurt / Graz / Linz) | Stuttgart – Ulm – Augsburg – München – Salzburg (– Klagenfurt / Graz / Linz) | négy vonatpár  |

### Éjszakai
| Nummer            | Zugname         | Zuglauf                                | Zuglauf                                | Zuglauf                                | Zuglauf                                  | Betreiber    |
| ----------------- | --------------- | -------------------------------------- | -------------------------------------- | -------------------------------------- | ---------------------------------------- | ------------ |
| EN 50462 EN 50237 | Kálmán Imre     | Budapest-Keleti – Győr – Wien – Linz – | Budapest-Keleti – Győr – Wien – Linz – | Budapest-Keleti – Győr – Wien – Linz – | Salzburg – München Ost – Ulm – Stuttgart | MÁV          |
| NJ 236 NJ 237     |                 | Velence –                              | Velence –                              | Villach –                              | Salzburg – München Ost – Ulm – Stuttgart | ÖBB Nightjet |
| EN 480 EN 60237   | Opatija         | Rijeka –                               | Ljubljana –                            | Villach –                              | Salzburg – München Ost – Ulm – Stuttgart | HŽPP         |
| EN 414 EN 40237   | Lisinski / Sava | Zagreb –                               | Ljubljana –                            | Villach –                              | Salzburg – München Ost – Ulm – Stuttgart | HŽPP         |

### Helyi
Az állomást érinti a város több villamosvonala is:
| Járat | Útvonal |
| ----- | --- |
| 1     | Böfingen (Ostpreußenweg) – Egertweg – Willy-Brandt-Platz – Theater – Hauptbahnhof – Ehinger Tor – Theodor-Heuss-Platz – Söflingen                                                |
| 2     | Science Park II – Kliniken Wissenschaftsstadt – Universität Süd – Stadtwerke – Theater – Hauptbahnhof – Ehinger Tor – Römerplatz – Kuhberg Schulzentrum                          |
| 5     | Universität Süd – Hochschule – Heilmeyersteige – Lehrer Tal – Stadtwerke – Hauptbahnhof – Rathaus Ulm – Rathaus Neu-Ulm – ZUP – Wiley (Washingtonallee) / Ludwigsfeld (Hasenweg) |
| 6     | Donaustadion – Rathaus Ulm – Hauptbahnhof – Theater – Stadtwerke – Lehrer Tal – Bahnhof Söflingen – Eselsberg Hasenkopf                                                          |
| 7     | Rathaus Jungingen – Hörvelsinger Weg – Kliniken Michelsberg – Keplerstraße – Stadtwerke – Theater – Hauptbahnhof – Ehinger Tor – ZUP – Congress Centrum – Willy-Brandt-Platz     |
| 10    | Blautal-Center – Stadtwerke – Theater – Hauptbahnhof – Ehinger Tor – Donautal |

## Képgaléria

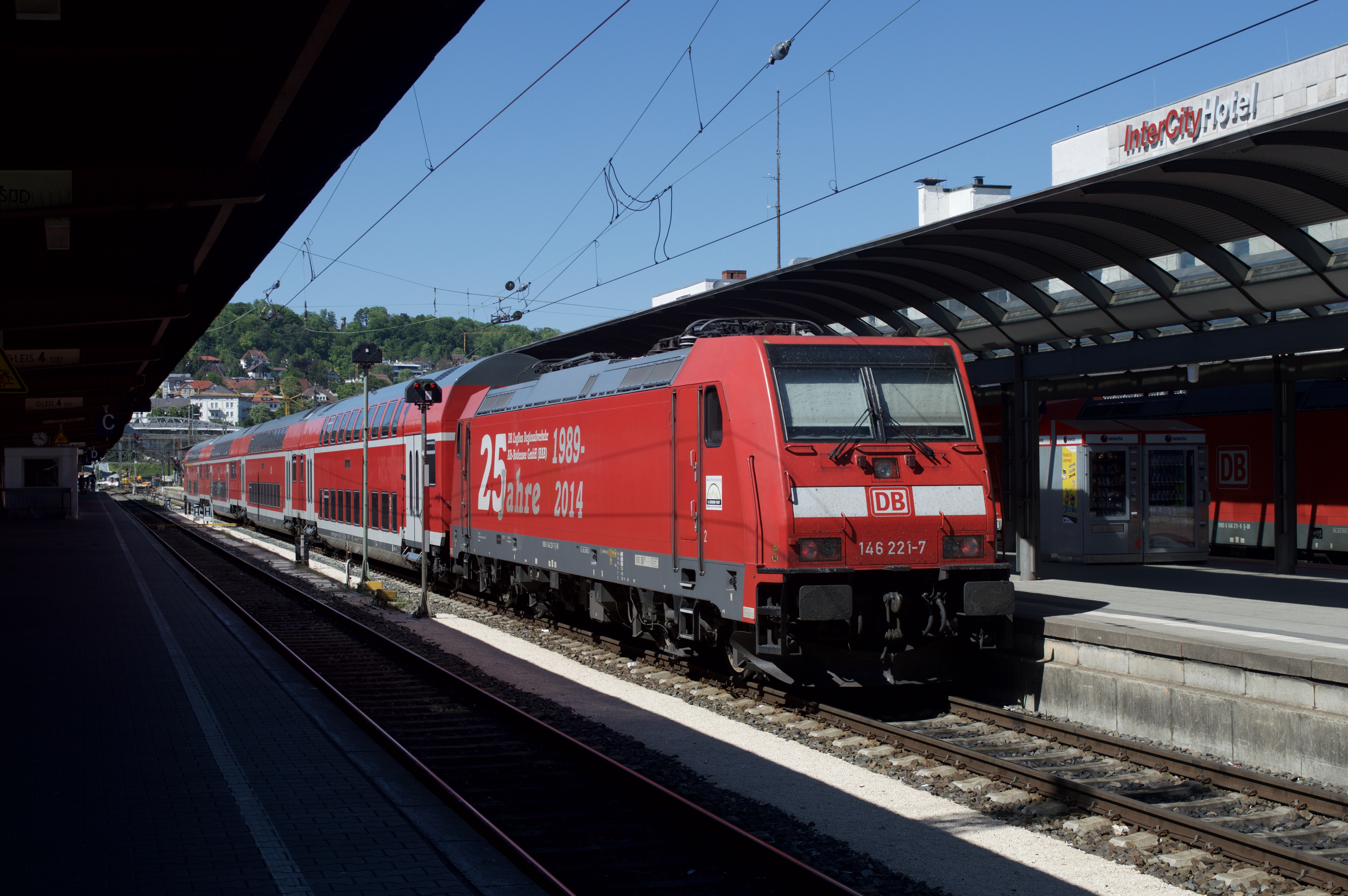
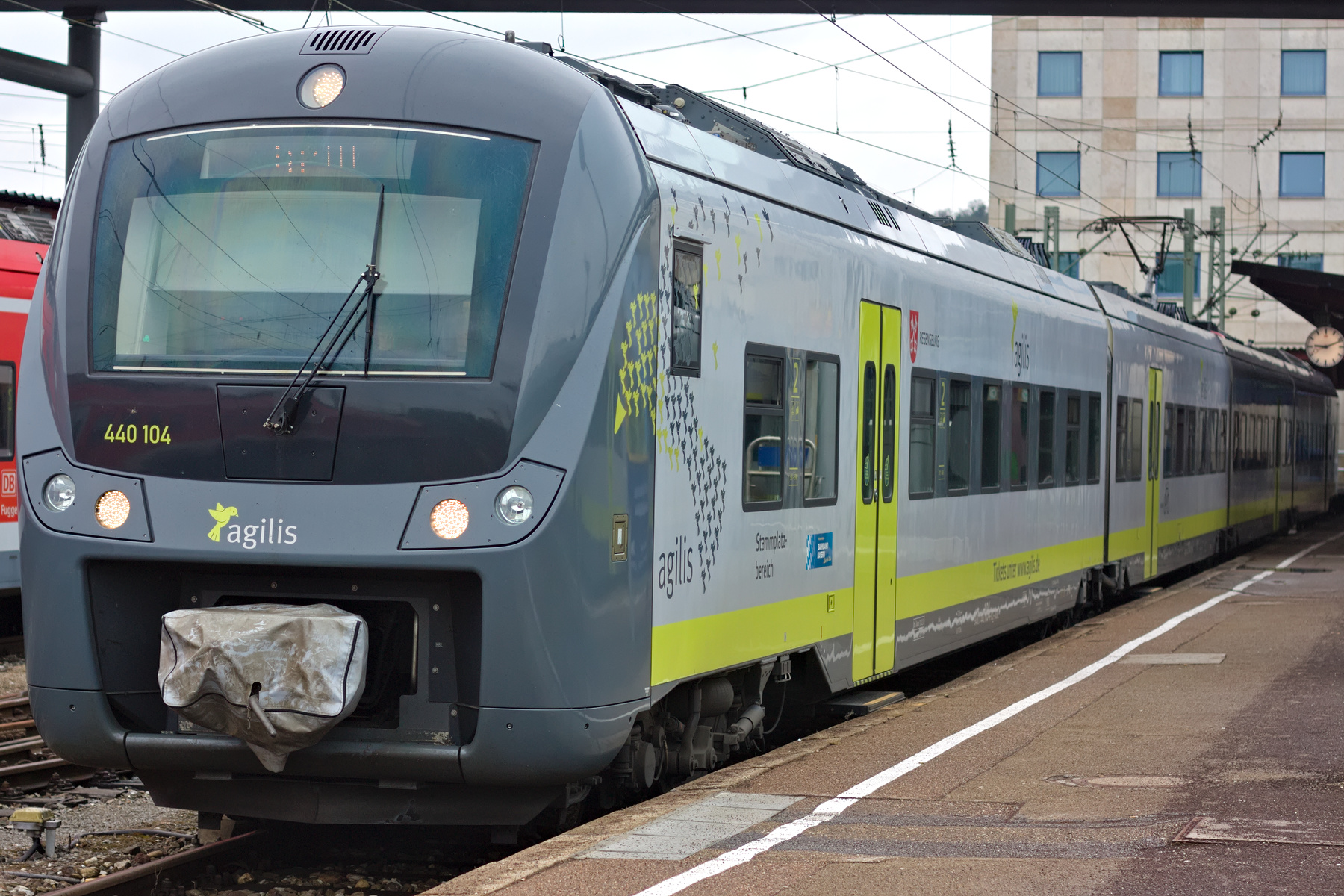
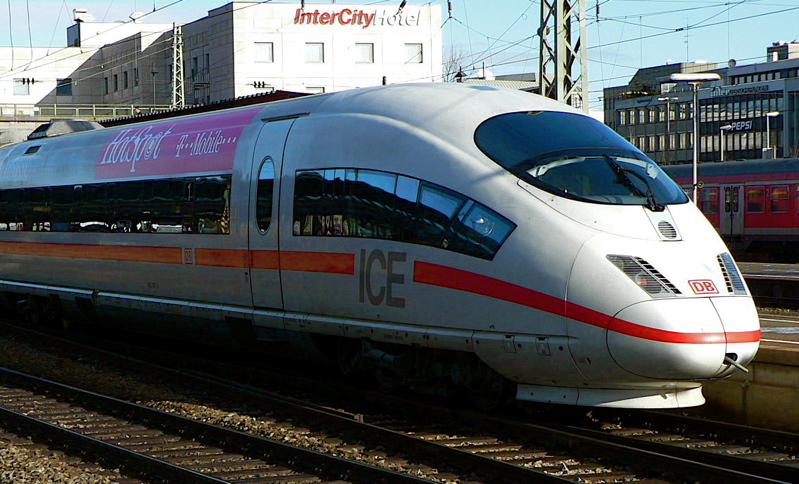
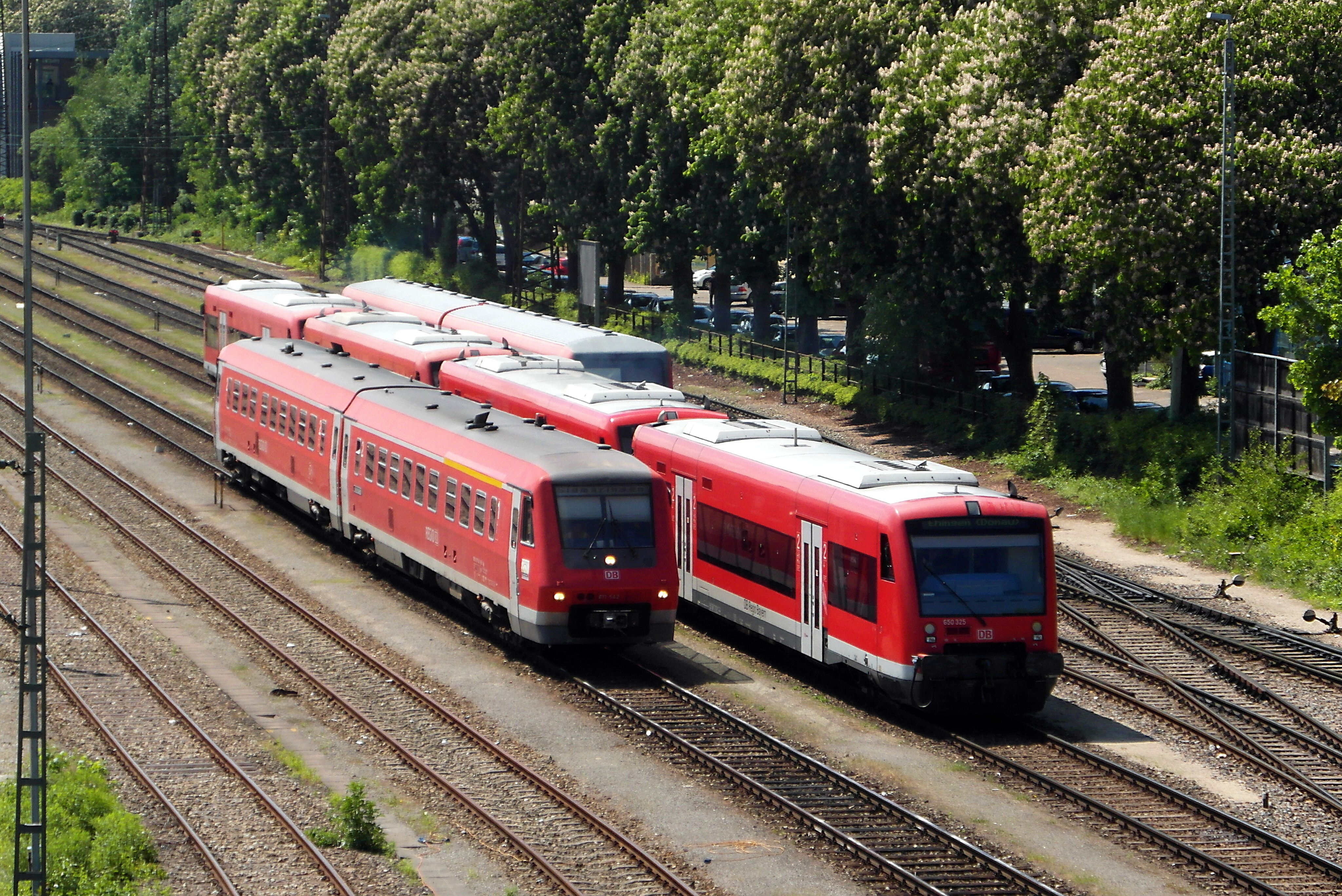
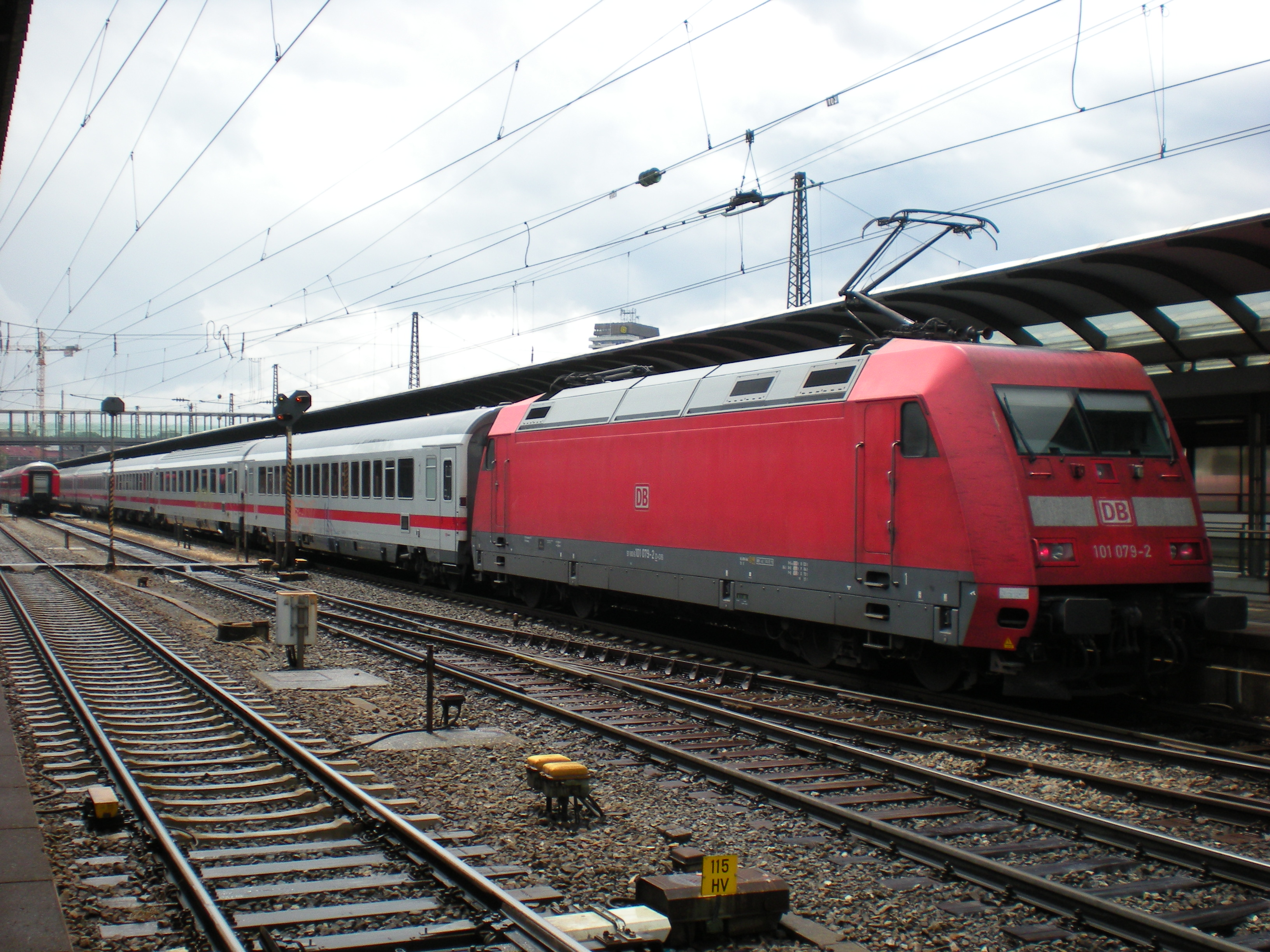
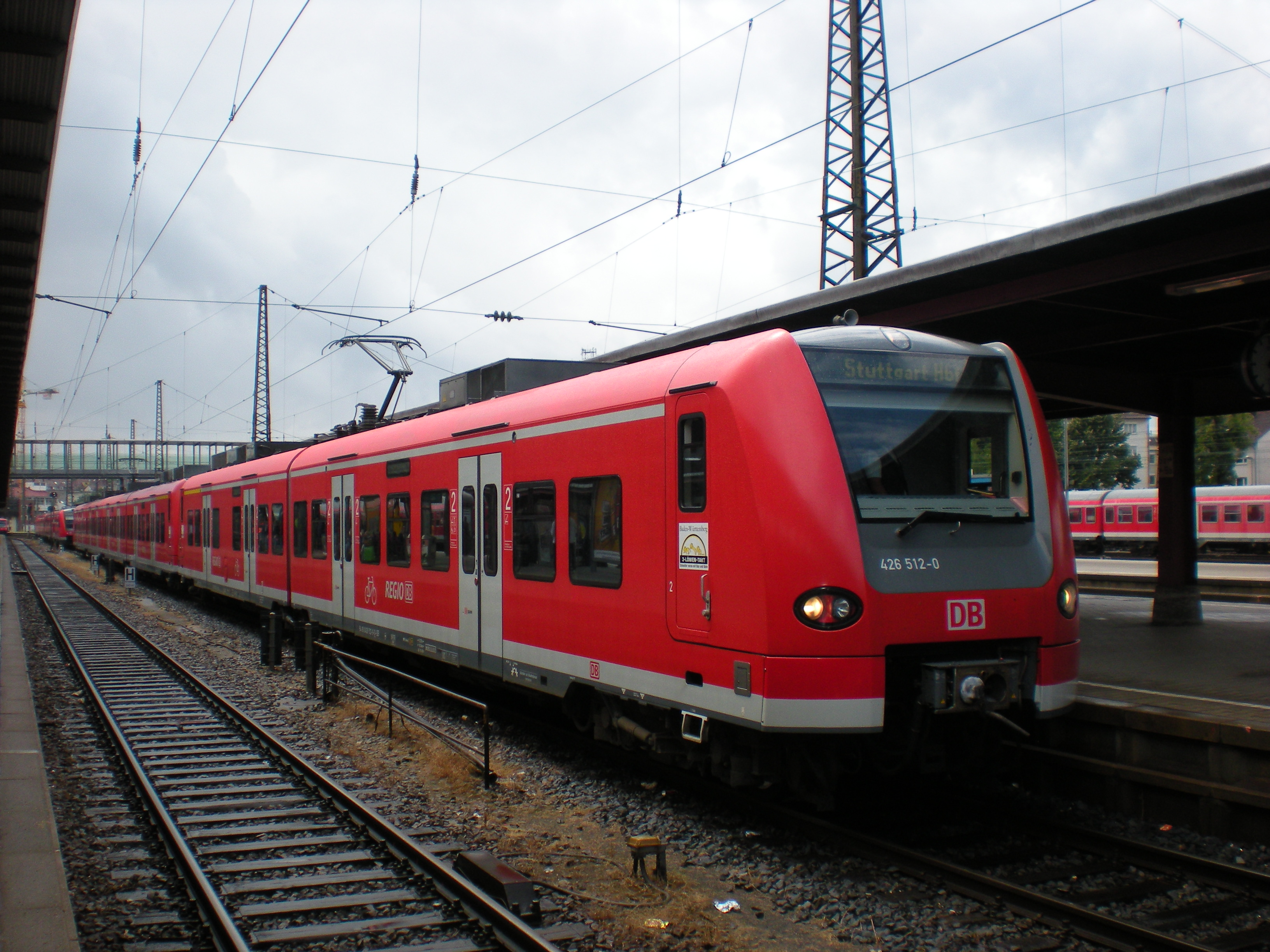
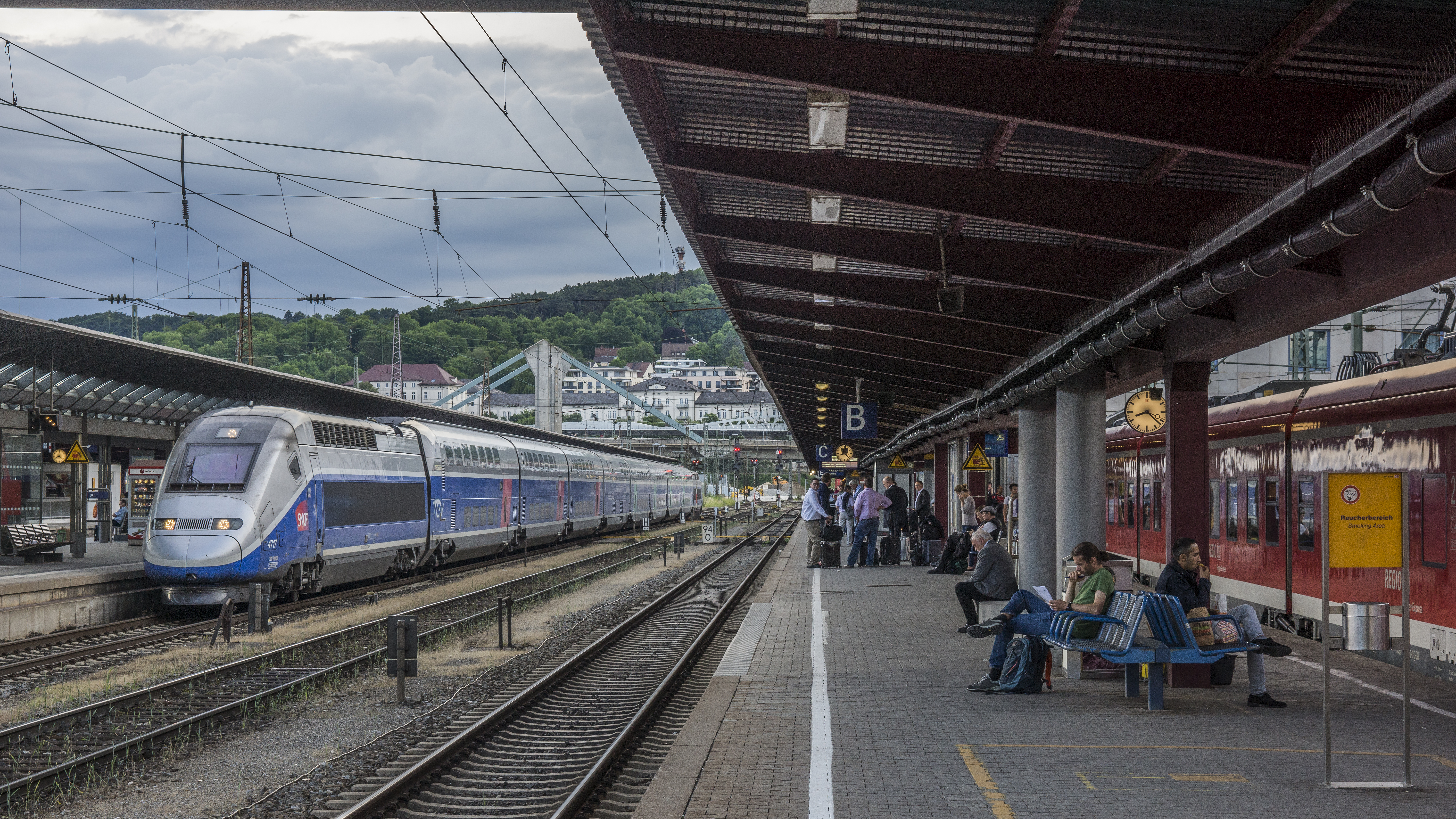
TGV motorvonat Ulmban